# Palais Obizzi

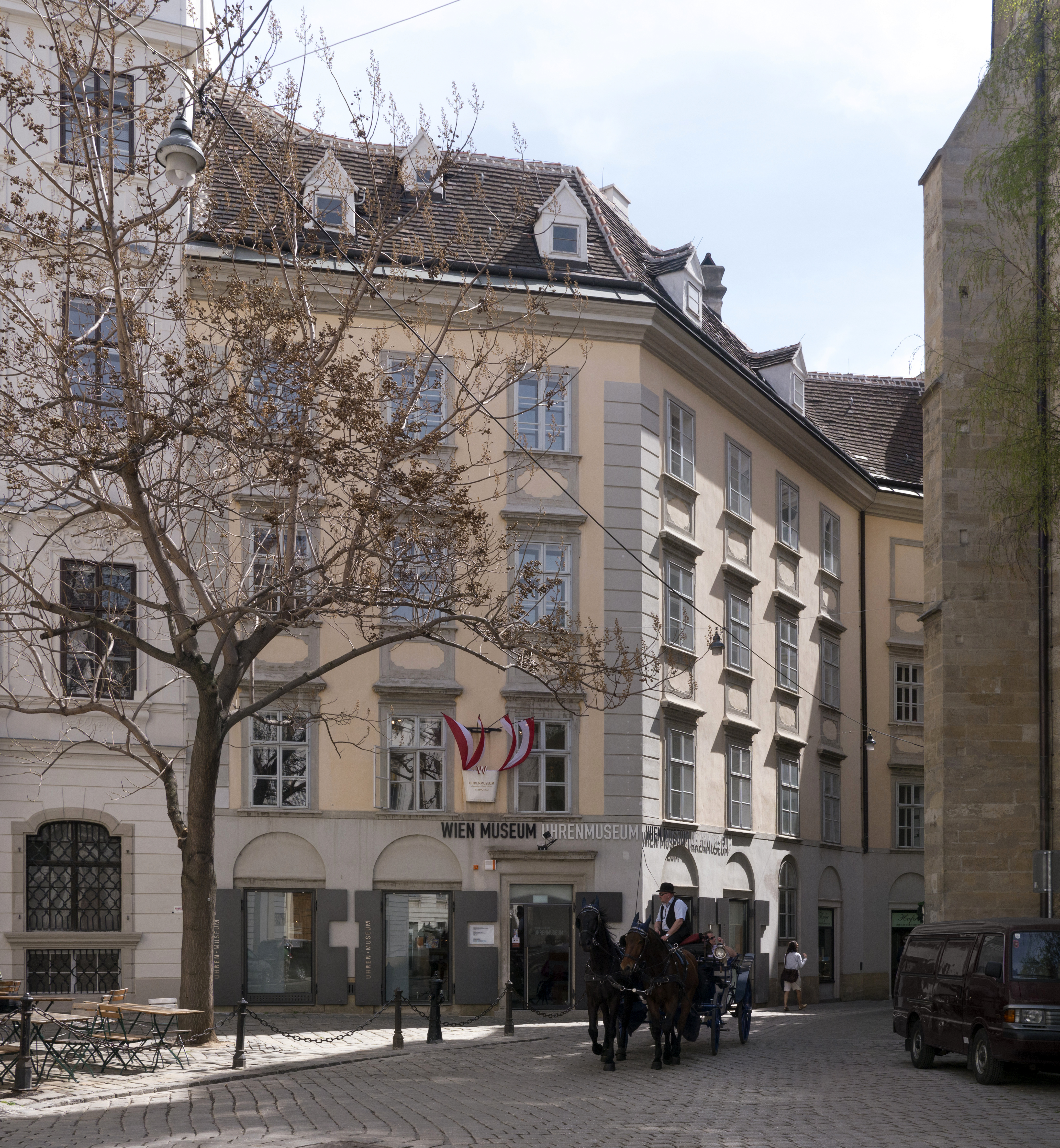
Palais Obizzi

Das Palais Obizzi ist ein Palais im 1. Wiener Gemeindebezirk Innere Stadt. Die Fassade des Palais ist, anders als seine Innenausstattung und die Einrichtung, noch vollkommen erhalten. Auffallend ist vor allem die nur einachsige Fassade zur Steindlgasse.
Das ursprüngliche Haus am Platz des heutigen Palais war seit dem Jahre 1684 im Besitz der Familie Starhemberg. Unter diesen erfolgte ein zweistöckiger Ausbau. Im Jahre 1690 gelangte das Haus schließlich in den Besitz des Kommandanten der Stadtwache, Ferdinand Marchese von Obizzi. Dieser ließ das Haus zum heutigen Palais ausbauen und erhöhte es um ein weiteres Stockwerk. Vor allem das Innere des Palais wurde im Zuge dieser Arbeiten prachtvoll mit Wandmalereien und Stuckarbeiten ausgestattet. Im 18. Jahrhundert war das Palais meist in bürgerlicher Hand. In den Jahren 1799 bis 1826 ging es jedoch in den Besitz der Grafen Marzani über. Ab dem Jahre 1826 fanden sich nun mehr nur noch Bürgerfamilien als Besitzer des Palais.
Im Jahre 1901 entschloss sich schließlich die Stadt Wien das Gebäude zu kaufen, da man es vor allem als Verkehrshindernis in der Stadtentwicklung sah. Schließlich entschied man sich doch, das Palais Obizzi nicht abzureißen. Im Jahre 1917 stellte man dann die Räumlichkeiten dem neu gegründeten Uhrenmuseum zur Verfügung, welches im Jahre 1921 seine erste Ausstellung eröffnete und sich noch heute dort befindet.